# Coroa do Advento

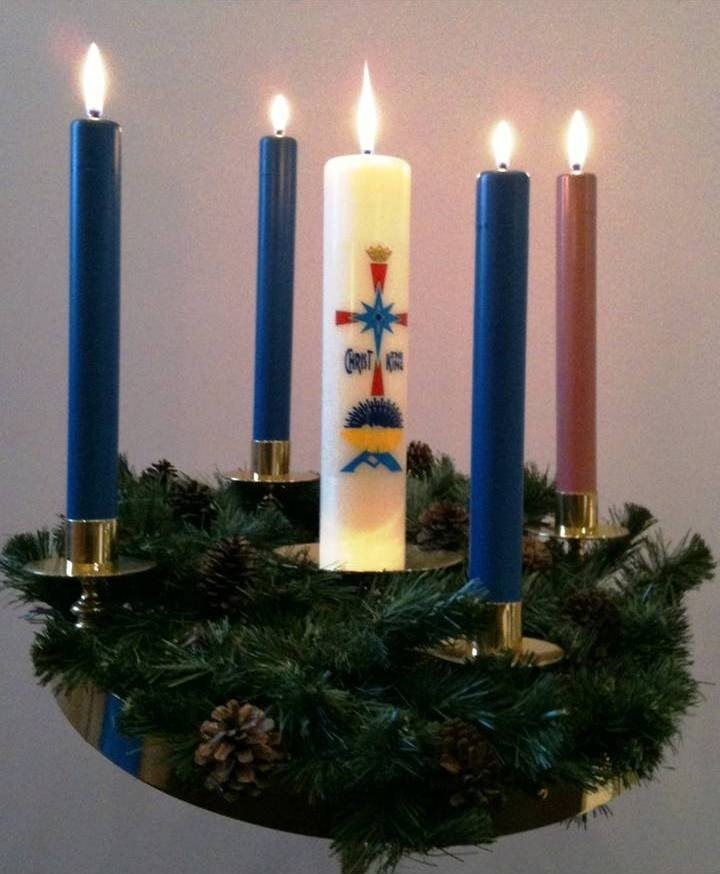
Uma coroa do Advento com a vela de Cristo no centro.

A coroa do Advento, ou Guirlanda do Advento, é uma tradição cristã que simboliza a passagem das quatro semanas do Advento no calendário litúrgico do cristianismo ocidental. É tradicionalmente uma prática luterana, embora tenha se espalhado para muitas outras denominações cristãs. 
A coroa é feita de uma guirlanda com quatro velas, às vezes com uma quinta vela branca no centro. Começando no Primeiro Domingo do Advento, as velas são acesas uma por vez a cada domingo até a chegada do natal, o acendimento pode ser acompanhado por uma leitura da Bíblia, tempo devocional e orações.  Algumas coroas do Advento incluem uma quinta vela, chamada de vela de Cristo, que é acesa na véspera ou no dia de Natal. O costume se originou em ambientes familiares, mas também se espalhou no culto público.

## História
O conceito da coroa do Advento originou-se entre os luteranos alemães no século XVI. No entanto, foi somente três séculos depois que a coroa do Advento moderna tomou forma.
Pesquisas de Mary Jane Haemig do Seminário Luterano de St. Paul, Minnesota, apontam para Johann Hinrich Wichern (1808–1881), um pastor luterano na Alemanha e um pioneiro no trabalho missionário urbano entre os pobres, como o inventor da coroa do Advento moderna. Durante o Advento, as crianças da escola missionária Rauhes Haus, fundada por Wichern em Hamburgo, perguntavam diariamente se o Natal havia chegado. Em 1839, ele pegou um grande anel de madeira de uma velha roda de carroça e o decorou com 24 pequenas velas vermelhas e quatro grandes velas brancas. Uma pequena vela era acesa sucessivamente a cada dia da semana e sábado durante o Advento, e uma grande vela branca era acesa a cada domingo. O costume ganhou força entre as igrejas protestantes na Alemanha e evoluiu para a coroa menor com quatro ou cinco velas, como é conhecida hoje. Os católicos romanos na Alemanha começaram a adotar o costume na década de 1920 e, na década de 1930, ele se espalhou para a América do Norte. A pesquisa de Haemig também indica que o costume não chegou aos Estados Unidos até a década de 1930, mesmo entre os imigrantes luteranos alemães.

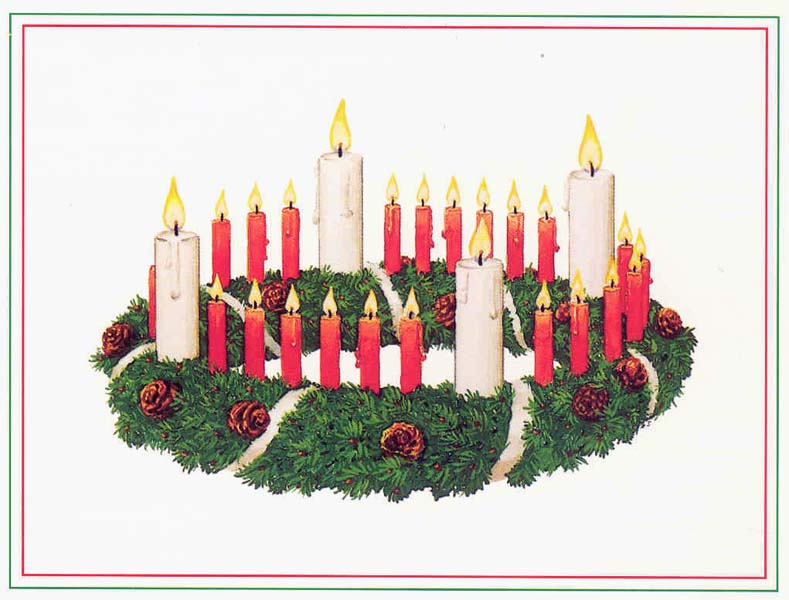
Coroa do Advento desenhada por Johann Hinrich Wichern.

Nos tempos medievais, o Advento era um período de jejum durante o qual os pensamentos das pessoas eram direcionados à esperada segunda vinda de Cristo; mas nos tempos modernos ele é visto principalmente como a preparação para o Natal, e nesse contexto a coroa do Advento serve como um lembrete da aproximação da festa.[carece de fontes?]
Em 1964, uma coroa do Advento, feita em casa com cabides de arame e enfeites de Natal, apareceu no programa infantil quinzenal da BBC, Blue Peter. Esse feito se tornou um dos recursos mais icônicos do programa, repetido a cada ano, e foi a introdução dessa tradição para a maioria do público amplamente anglicano. Nos últimos anos, as velas foram substituídas por enfeites, por preocupação com a segurança contra incêndio.
Mais recentemente, algumas famílias ortodoxas orientais adotaram uma coroa do Advento com seis velas, simbolizando o jejum de Natal mais longo na tradição ortodoxa, que corresponde ao Advento no cristianismo ocidental.

## Simbolismo cristão na coroa do Advento
As coroas do Advento são circulares, representando o amor infinito de Deus, e geralmente são feitas de folhas perenes, que "representam a esperança de vida eterna trazida por Jesus Cristo".  Dentro da coroa há velas que geralmente representam as quatro semanas do tempo do Advento, bem como "a luz de Deus vindo ao mundo através do nascimento de Jesus Cristo", embora cada uma das velas possa ter seu próprio significado atribuído também. As quatro velas da coroa do Advento simbolizam especificamente os conceitos cristãos de esperança, paz, alegria e amor, com essas velas sendo acesas posteriormente ao longo de cada semana do tempo do Advento. Muitas coroas do Advento também tem uma vela branca no centro, conhecida como "vela de Cristo", para simbolizar a chegada do Natal. Ela é acesa pela primeira vez na véspera de Natal, o início do Natal, e pode ser acesa durante o resto da temporada, bem como durante o Dia da Epifania. A vela de Cristo é branca porque esta é a cor festiva tradicional na Igreja Ocidental. Uma camada adicional de significado nomeia a primeira vela como a vela do Messias ou da Profecia (representando os profetas judeus que previram a vinda de Jesus), a segunda é a vela de Belém (representando a jornada de José e Maria), a terceira representa os pastores e sua alegria, e a quarta é a vela do Anjo, representando a paz.
Em muitas igrejas católicas e protestantes, as cores mais populares para as quatro velas do Advento ao redor são violeta (ou azul) e rosa, correspondendo às cores das vestes litúrgicas para os domingos do Advento. No cristianismo ocidental, o violeta é a cor litúrgica histórica para três dos quatro domingos do Advento, pois é a cor tradicional das temporadas penitenciais; o azul também tem sido usado historicamente, pois representa esperança, refletindo o tema do Advento em torno da Primeira Vinda de Jesus e da Segunda Vinda. Rosa é a cor litúrgica para o Terceiro Domingo do Advento, conhecido como Domingo Gaudete (da palavra latina que significa "alegrai-vos", a primeira palavra do introito deste domingo); é uma pausa no espírito penitencial do Advento. Como tal, a terceira vela, que representa a alegria, geralmente é de uma cor diferente das outras três.
Em outras igrejas protestantes, especialmente no Reino Unido, é mais comum que as coroas do Advento tenham quatro velas vermelhas (refletindo seu uso tradicional em decorações de Natal). Em 2006, o Papa Bento XVI da Igreja Católica Romana ganhou uma coroa do advento com quatro velas vermelhas. Principalmente entre os anglicanos, as quatro velas vermelhas do Advento são frequentemente associadas às leituras do Lecionário Comum Revisado de Domingo para o Advento, cada vela representando aqueles que aguardam ansiosamente a vinda de Cristo: a esperança de todo o povo de Deus (semana um), os profetas do Antigo Testamento (semana dois), João Batista (semana três) e Maria, a mãe de Jesus (semana quatro).
 

Em seu livro intitulado Making God Real in the Orthodox Christian Home, Anthony Coniaris afirma que uma coroa de flores cristã oriental consiste em seis velas de cores diferentes em uma base redonda para celebrar as seis semanas do período de 40 dias do Advento e do Natal. Uma vela verde, simbolizando a fé, é acesa no primeiro domingo que começa em 15 de novembro; no segundo domingo, uma vela azul, simbolizando a esperança, é acesa; no terceiro domingo, uma vela dourada, simbolizando o amor; no quarto domingo, uma vela branca, simbolizando a paz; no quinto domingo, uma vela roxa, simbolizando o arrependimento; no sexto domingo, uma vela vermelha, simbolizando a comunhão.

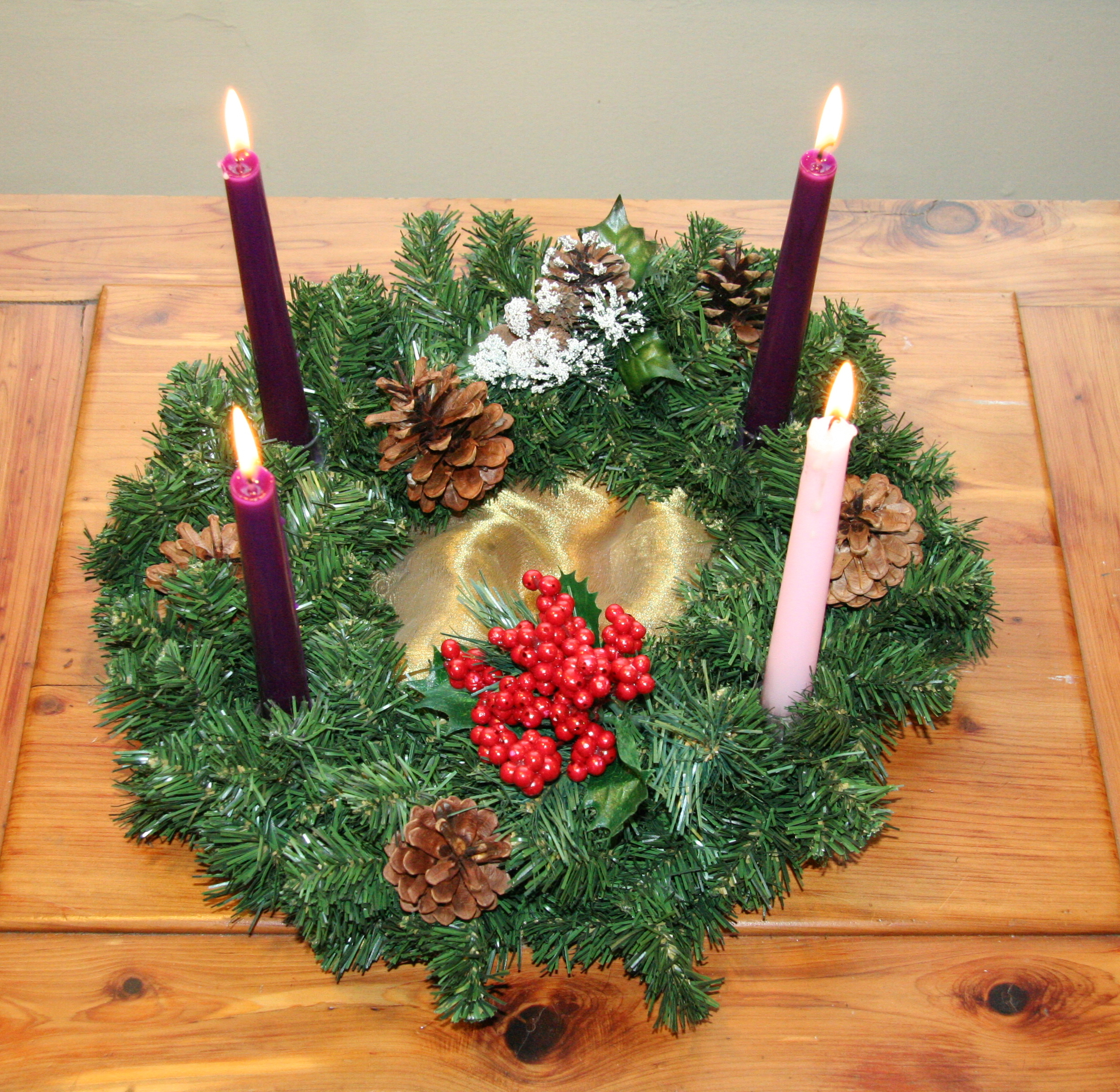
Coroa do Advento com três velas roxas e uma vela rosa.
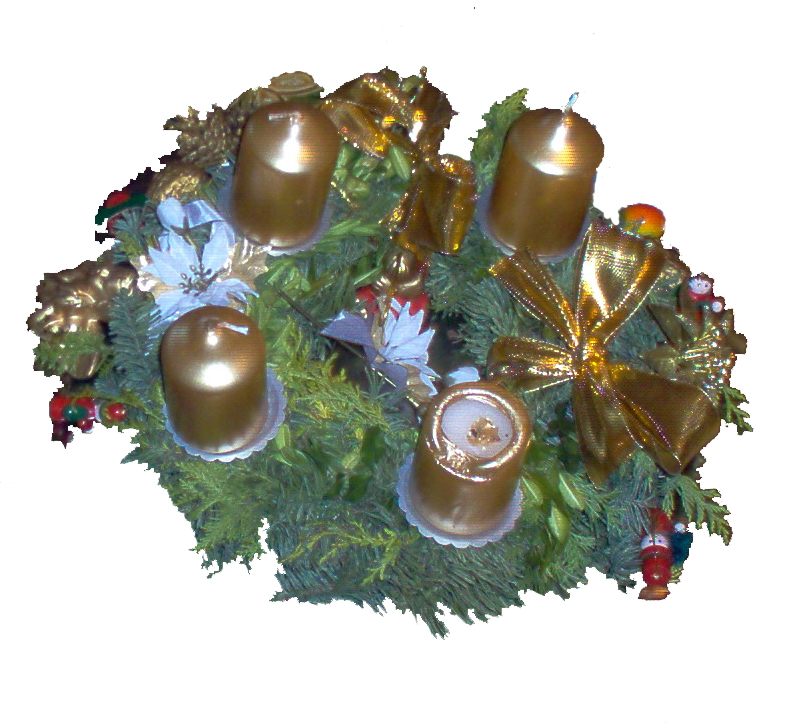
Uma das quatro velas é acesa todo domingo do Advento até o Natal.
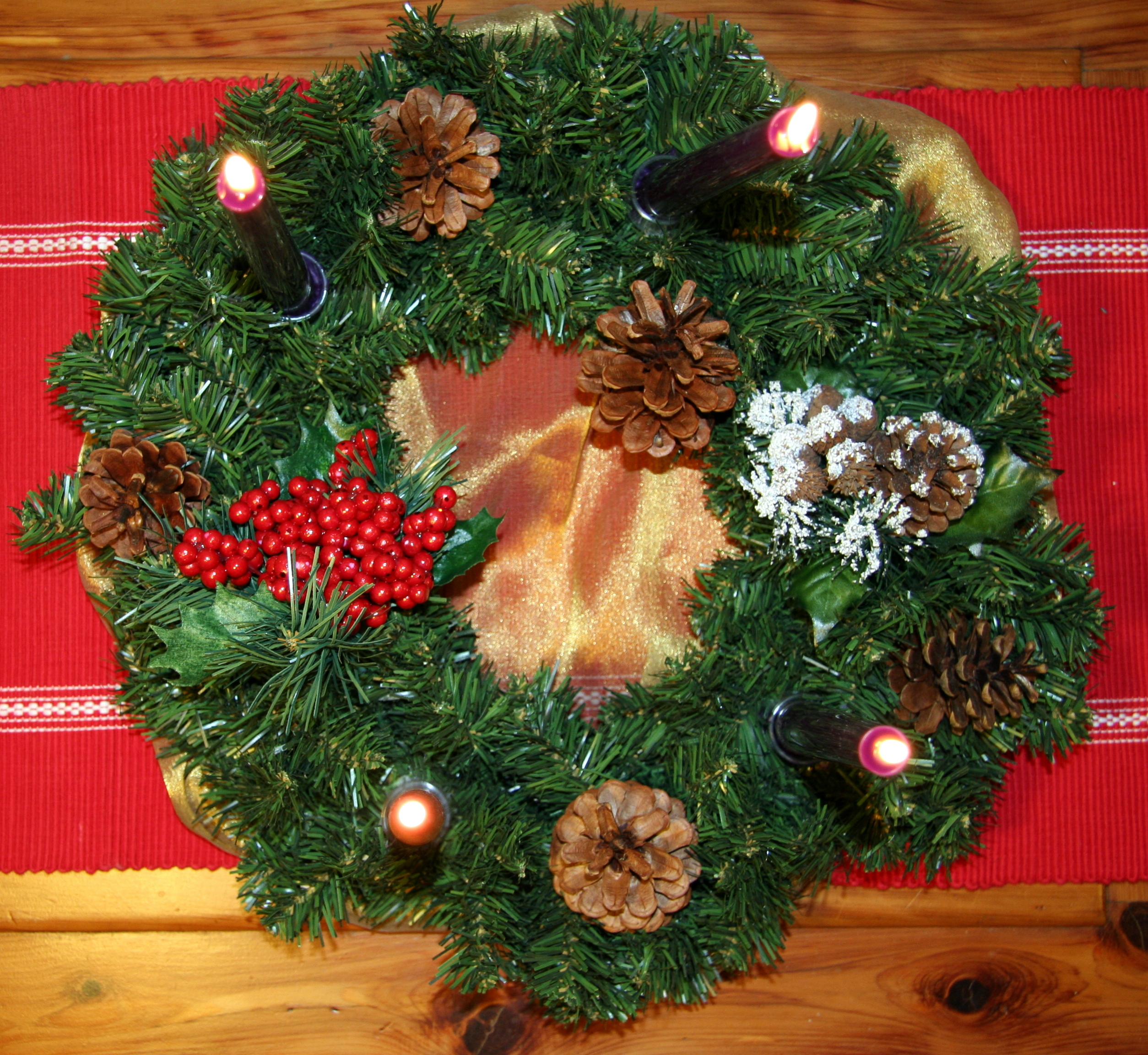
Coroa do Advento com uma vela rosa e três velas roxas, todas acesas
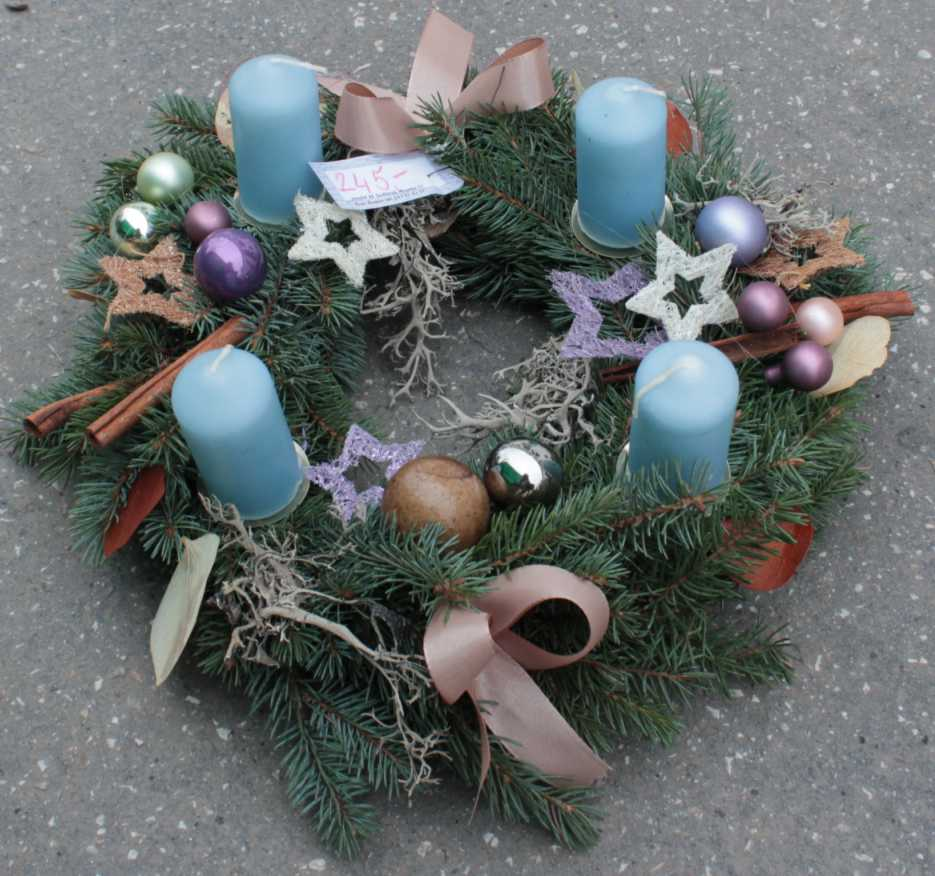
Arranjo de Advento, República Checa.